# K-50M
K-50M은 베트남의 단기관총이다. 7.62 x 25mm 탄을 사용한다.